# Mesoleptus mitis
Mesoleptus mitis là một loài tò vò trong họ Ichneumonidae.